# Битва при Киноссеме
Битва при Киноссеме — морское сражение, произошедшее в 411 году до н. э. между  афинским и пелопоннесским флотами во время Пелопоннесской войны.
В 411 году до н. э. спартанцы перенесли военные действия на Геллеспонт, где начали оспаривать у афинян права на жизненно важные для Афин проливы, через которых осуществлялись поставки хлеба из Чёрного моря. Афинянам под командованием Фрасибула, несмотря на численное превосходство и изначальный успех спартанцев, удалось одержать победу. Эта победа имела большое моральное значение для афинян и внушила им уверенность в своих силах в дальнейшей войне.

## Предыстория
В 411 году до н. э. в Афинах был совершён переворот, и в полисе утвердился олигархический проспартанский режим (Совет 400). Афинский флот на Самосе отказался подчиняться олигархическому правительству. В Афинской державе оказалось два правительства. Моряки поддерживали демократический строй, так как набирались из беднейших слоёв граждан. Таким образом, они были кровно заинтересованы в существовании демократии. Моряки самостоятельно избрали стратегов. Олигархический переворот в Афинах в 411 году до н. э. и внутренние затруднения в Афинах привели к отпадению от них Эвбеи.
Между тем командование пелопоннесским флотом в Милете получил Миндар, сменив на этой должности Астиоха. Персидский сатрап Тиссаферн, с которым первоначально сотрудничали спартанцы, задерживал выплаты жалованья, а также не смог привести финикийский флот, в то время, как другой сатрап — Фарнабаз — обещал Миндару более действенную помощь, если тот начнёт боевые действия на Геллеспонте. Миндар принял предложение Фарнабаза. 10 кораблей уже были направлены на Геллеспонт с целью поднять восстание в Византии и близлежащих городах, затем к ним прибыло подкрепление 6 кораблей. 3 корабля Миндар был вынужден направить на подавление восстания на Родосе, а с оставшимися 73 кораблями вышел из Милета и направился к Геллеспонту, где начал боевые действия против афинян.
Командующий афинским флотом на Самосе Фрасилл, получив известие об уходе эскадры Миндара на Геллеспонт, отплыл с Самоса с 55 триерами. После нескольких стычек на Лесбосе, где к Фрасиллу присоединился со своими судами Фрасибул, афинский флот также прибыл на Геллеспонт. К пелопоннесцам и афинянам прибыли новые корабли, и в итоге Миндар теперь располагал 86 триерами, а Фрасилл и Фрасибул — 76.
Афиняне прибыли в Элеунт и там пять дней подготавливали корабли к бою, планировали и отрабатывали стратегию под руководством Фрасибула. После этого афиняне направились на север, навстречу флоту Миндара. Дальнейшее сражение получило название по мысу Киноссема (с др.-греч. — «Собачья могила»), который является оконечностью Херсонеса Фракийского, местом погребения супруги Приама Гекубы, согласно мифологии, превращённой в собаку.

## Ход сражения

Схема битвы

Афинский флот выстроился в одну линию, чтобы иметь возможность максимально быстро развернуться и встретить любое нападение, и поплыл по направлению к Сесту вдоль побережья. Пелопоннесцы, завидев выдвижение афинян, вышли из Абидоса. Афиняне растянули свои 76 кораблей вдоль Херсонеса от Идака до Арриан, пелопоннесцы с 86 кораблями развернулись вдоль малоазийского берега от Абидоса до Дардана (в этом месте рукописи Фукидида содержат число «шестьдесят восемь», но, исходя из предшествующих указаний, общепринято исправление на «восемьдесят шесть»). Левым флангом афинян командовал Фрасилл, правым — Фрасибул. Правый фланг пелопоннесского флота занимали сиракузские корабли под командованием Гермократа, левый — быстроходные триеры во главе с Миндаром. Неизвестно, какой план битвы существовал у афинян, возможно, Фрасибул в этих обстоятельствах, в условиях инициативы противника, решил действовать по ситуации.
Атаку начали пелопоннесцы, стремясь своим левым флангом охватить правое крыло афинян и заблокировать их в проливе. Однако афиняне растянули свой фланг, при этом слишком ослабив центр. Но афинский флот уже прошёл мыс Киноссему, и из-за его острого выступа оба крыла афинян не видели друг друга.
Атаковав центр афинского строя, пелопоннесцы оттеснили его к суше, высадились и преследовали афинских воинов и на суше. Ни Фрасибул, сражающийся на правом фланге против превосходящих сил противника, ни Фрасилл, закрытый мысом от центра, не могли прийти отступавшему центру на помощь. Но когда пелопоннесцы, преследуя отступающих афинян, нарушили свой строй, Фрасибул прекратил вытягивать фланг, напал на корабли пелопоннесцев и обратил их в бегство. Из описания Фукидида не вполне ясно, как Фрасибул смог обратить в бегство корабли, так сильно наседавшие на него. Вероятно, он больше не пытался отступить перед Миндаром и смог воспользоваться неразберихой в центре пелопоннесцев, чтобы не оказаться наедине с сильно превосходящими его силами. Согласно Диодору Сицилийскому:
Несмотря на преимущество пелопоннесцев в числе кораблей и доблесть эпибатов, навык афинских кормчих не позволил противнику достичь результата за счёт своего превосходства. Всякий раз, когда пелопоннесцы всей силой кораблей шли на таран, противник маневрировал своими судами настолько искусно, что они не могли ударить ни в каком ином месте, а только идти нос в нос. Тогда Миндар, видя неэффективность таранов, велел своим кораблям группами нападать на одно судно противника. Но и этот манёвр умение кормчих сделало безуспешным, а наоборот, умело избегая тараны приближавшихся судов, они атаковали их с боков, многие повредив.
Далее афиняне ударили на победоносную часть пелопоннесцев, заставив их в беспорядке отступить. На левом фланге афиняне также смогли обратить в бегство сиракузян. Побеждённые пелопоннесцы бежали в Абидос. Афиняне установили трофей на мысе Киноссема и выдали противнику тела их павших .

## Итоги битвы
Несмотря на полную победу, афиняне, захватили 21 вражеский корабль, при этом потеряв 15. Миндар же, потеряв часть своего флота, отнюдь не был разбит и не потерял боеспособность, однако эта победа пришла афинянам в самый нужный момент. Афины после поражений, потери Эвбеи и внутренних смут, очень нуждались в хороших известиях, и эта победа внушила им уверенность в своих силах в дальнейшей войне. 
Историки Нового времени считали последствия победы незначительными. Например, английский историк Дж. Грот писал, что «это не имело никаких очень важных последствий, кроме ободрения афинян»; немецкий историк Э. Мейер ничего не написал о значении битвы; Г. Бузольт назвал её важнейшей морской победой после сицилийской катастрофы, но ограничивает её значение только моральным влиянием; К. Ю. Белох писал, что этот успех «имел скорее нравственное, чем материальное значение». Современный историк, профессор Йельского университета и автор четырёхтомной истории Пелопоннесской войны Д. Каган считает, что эта битва имела важное значение для дальнейшего хода войны. В случае поражения афинян это могло привести к их преждевременному поражению в войне. У афинян не оставалось средств на строительство нового флота, а новые неудачи могли бы способствовать продолжению распада Афинской державы. Таким образом, по мнению Кагана, победа афинян предотвратила эти возможные последствия.
Во время битвы погиб знаменитый афинский комедиограф Евполид в 35-летнем возрасте.